# Naumowka (obwód kurski)
Naumowka (ros. Наумовка) – wieś (ros. село, trb. sieło) w zachodniej Rosji, centrum administracyjne sielsowietu naumowskiego w rejonie konyszowskim (obwód kurski).

## Geografia
Miejscowość położona jest nad Czmaczą (lewy dopływ Swapy), 14 km na północny zachód od centrum administracyjnego rejonu (Konyszowka), 74 km na północny zachód od Kurska.
We wsi znajduje się 115 posesji.
Klimat
Miejscowość, jak i cały rejon, znajduje się w strefie klimatu kontynentalnego z łagodnym ciepłym latem i równomiernie rozłożonymi opadami rocznymi (Dfb w klasyfikacji klimatów Köppena).

## Demografia
W 2010 r. wieś zamieszkiwało 116 osób.